# Indoneesiella
Indoneesiella es un género de plantas con flores perteneciente a la familia Acanthaceae. El género tiene 2 especies herbáceas distribuidas por la India.

## Taxonomía
El género fue descrito por Sreem. y publicado en Phytologia 16: 466. 1968.

## Especies seleccionadas
- Indoneesiella echioides
- Indoneesiella longipedunculata